# 闊利蒂 (加利福尼亞州)
闊利蒂（英語：Quality）是位於美國加利福尼亞州克恩縣的一個非建制地區。該地的面積和人口皆未知。

## 地理
闊利蒂的座標為35°47′02″N 119°07′10″W / 35.78389°N 119.11944°W，而該地的平均海拔高度為155米（即509英尺）。